# Mary Lacy
Mary Lacy, född 1740, död 1801, var en engelsk sjöman, skeppsbyggare och memoarförfattare. Hon var troligen den första av sitt kön att ha tagit examen i skeppsbyggnad och fått pension som sådan av brittiska flottans amiralitet. 
Lacy rymde hemifrån vid 19 års ålder utklädd till pojke och tog arbete som tjänare åt en skeppsnickare vid brittiska flottan under namnet William Chandler. Hon tjänstgjorde sedan till sjöss under fyra års tid, från 1759 till 1763. Hon tvingades avsluta sin tjänst då hon drabbades av reumatism, men började studera som skeppsbyggarlärling. Under hennes utbildning fick hon rykte om sig att vara en Don Juan och kvinnojägare. En dag kom dock en kvinna från hennes barndomsstad på besök i hennes hemstad, kände igen henne och spred rykten om hennes kön. Hennes studiekamrater planerade att undersöka henne kroppsligen, men det förhindrades av hennes lärare, som tog henne avsides och för vilka hon själv bekände sitt kön. De valde att inte avslöja henne utan tvärtom att stödja henne och offentligen intyga att hon fysiskt var en man, rentav med ett stort organ: även hennes rykte som kvinnotjusare hjälpte henne över detta hinder. 
1770 tog hon examen som skeppsbyggare, troligen som den första av sitt kön. Hon var dock bara verksam i ett år: 1771 återkom reumatismen och gjorde det omöjligt för henne att arbeta. Hon ansökte då om pension hos flottans amiralitet. Hon lade in ansökan under sitt lagliga namn, Mary Lacy, och tillerkändes också pension av flottan, även då troligen som den första av sitt kön. Det finns inga uppgifter om henne efter 1773. 
Hon publicerade sina memoarer, The Female Shipwright (1773).